# 李端棻
李 端棻（り たんふん、Lǐ Duānfēn、1833年 - 1907年）は、清末の官僚。字は苾園。
貴州省貴筑県（現在の貴陽市）出身。1863年に進士となり、学政・刑部侍郎・礼部尚書などを歴任した。1889年、内閣学士の時に広東省の郷試に主考として赴いたが、そこで受験生であった梁啓超を非常に高く評価し、後に従妹の李蕙仙を梁啓超の妻とした。1896年、京師大学堂の設立、各省の府・州・県に学堂の設置、図書館・精密機械工場・翻訳所・官報の設立を提言し、光緒帝の裁可を得た。さらに康有為・梁啓超を推挙し、変法運動を支援したが、戊戌の政変後に新疆省に流罪となった。後に赦されて郷里に帰り、貴州経世学堂の主講となった。